# ベレッタPx4

ベレッタPx4（Beretta Px4）は、イタリアのベレッタ社が開発した自動拳銃である。

## 概要
ベレッタ社が同社初のポリマーフレーム拳銃として発表したM9000Sは、デザインを中心にパーツを配するなどした結果、操作性が良好とは言えず売れ行きは伸び悩み、価格も下落してしまった。そこで、新たに2005年に発表されたのが本銃である。
ベレッタ 92をはじめとした従来のベレッタ社製の拳銃で広く採用されていたプロップアップ式ショートリコイルでは、銃身下部左右のロッキングブロックによる閉鎖機構上、強度、小型化に限界があり、.40S&W弾（ベレッタM96）よりも大きい口径は用意できなかった。また、サブ・コンパクトサイズまでサイズダウンする事も難しかった。それらを受けて当銃はM8000のようなローテイティングバレル方式（回転銃身方式）を採用し、全体のサイズはセミ・コンパクトサイズとしている。
また、外観はX4 Stormシリーズに共通の特徴として、流線型のデザインが採用された。これは、警察用武器として抑制的な外観としたものと考えられている。

## 特徴

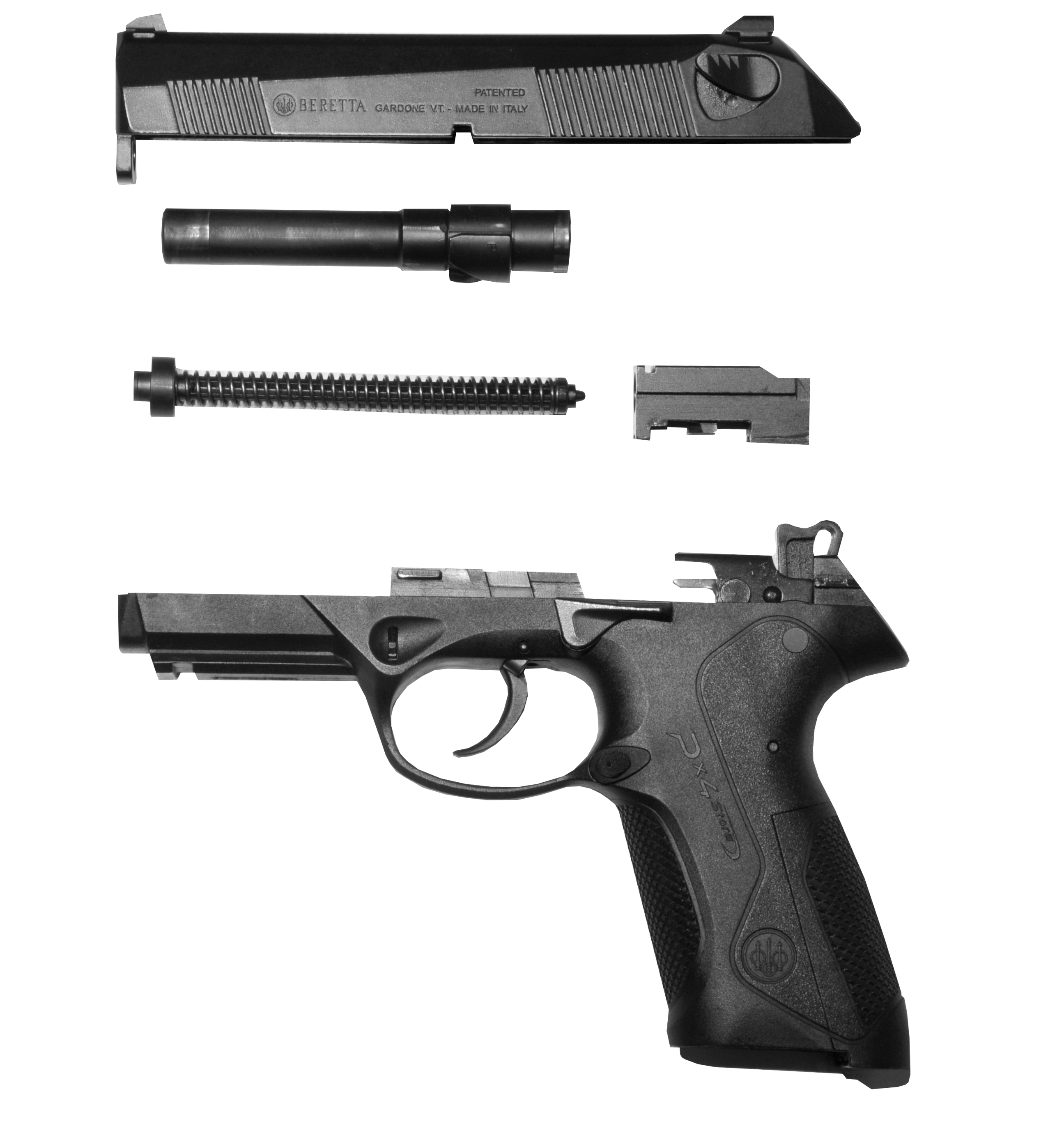
フィールドストリップしたPx4

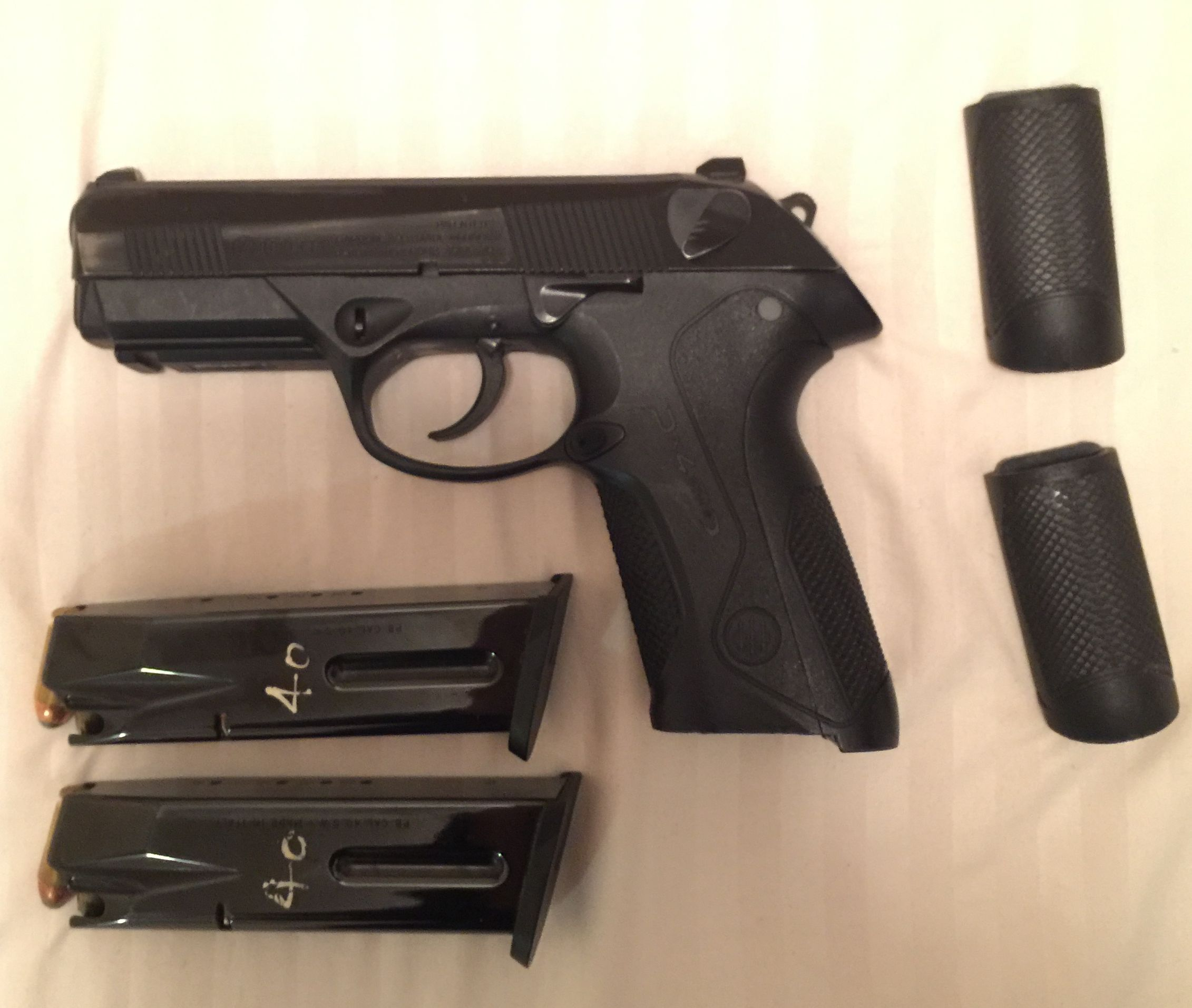
Px4に標準装備されている3種類のバックストラップ（グリップ後部のサポート）

Px4 Storm（ピーエックス・ストーム）は、バレルが約60度回転しながらロックを解くローテイティングバレル方式をベレッタM8000から継承した、ベレッタ社の最新世代拳銃である。
ローテイティングバレル方式の難点（デメリット）として砂や泥に弱く作動不良が多発しやすい作動方式ではあるがベレッタ92シリーズと比べ短銃身化によるコンパクトサイズの実現や多様な口径・弾薬に対応しているという長所（メリット）がある。
他メーカーに一足遅れ、フレームには特殊ポリマーを採用。簡単な作業でグリップを3段階に変換でき、マガジンキャッチの左右入れ替えが可能。また、バレル、マガジン、スライドの交換で9x19mmパラベラム弾、9x21mm IMI弾、.40S&W弾および.45ACP弾の4種の弾薬に対応できるというコンセプトを持つ。これが「Px4」という名の由来にもなっている。
ただし、.45ACP弾モデルについては新規フレームや強装弾薬に対応するため各部の強化を図り、フラッシュライトの保護、サプレッサーへの対応を考慮し半インチ（約12 mm）長いバレルを採用した「Px4 Storm SD」という名前でラインナップされている。
レールはM1913 ピカティニー・レールを採用しているため、汎用性も高い。

## 登場作品
- ベレッタPx4の登場作品を表示するには右の [表示] をクリックしてください。

### 映画・テレビドラマ
『24 -TWENTY FOUR-』
シーズン6でマイク・ドイルが使用。
『ST 赤と白の捜査ファイル』
百合根友久（岡田将生）が使用。
『インセプション』
コブ（レオナルド・ディカプリオ）が使用。
『コロンビアーナ』
カトレア・レストレポ（ゾーイ・サルダナ）が使用。
『ダイ・ハード4.0』
ジョン・マクレーンが終盤にルッソから奪い、使用する。
『ダイ・ハード/ラスト・デイ』
イリーナがサブコンパクトを使用する脅しとしての使用のみで発砲シーンは無い。

『特攻野郎Aチーム THE MOVIE』
ソーサ大尉が使用。
『ロボコップ』
序盤で警官時代のアレックス・マーフィーが使用。
『スカイスクレイパー』
ベレッタPx4サブコンパクトを使用、ステンレススライドにサプレッサーとフラッシュ＆レーザーサイト装備使用をシアが使用する。
『ポーラー　狙われた暗殺者』（2019年）にて、主人公が隣人にプレゼント
『S.W.A.T. アンダーシージ』    (2017年）ドワイヤー（エイドリアンヌ・パリッキ）が使用。

### アニメ
『CANAAN』
カナンの愛銃。ODカラーのフレームを装着している。アルファルドとの列車での決闘でアルファルドが蛇の腕絶つ為に発砲しその後アルファルドともに落下する。
『劇場版 魔法少女まどか☆マギカ [新編]叛逆の物語』
暁美ほむらが使用。
『ルパン三世 血の刻印 〜永遠のMermaid〜』
氷室が使用。

### ゲーム
『OPERATION7』
ゲーム内ショップにて「Px4」の名称で登場。
『ゴーストリコン アドバンスウォーファイター2』
シングル、オンラインの両方に登場。
『スプリンターセル ブラックリスト』
初めに使えるハンドガンとして45口径仕様が登場。初期で使えるため、極端に性能が低い。サプレッサー対応。
『バイオハザード5』
MERCENARIES（クリア特典ミニゲーム）でジル・バレンタインが使用。クリティカル率が極めて高い。
『VALORANT』
初期装備として「クラシック」の名で登場。
『Ironsight』
ゲーム内にて「Px4 Storm」の名で登場。

### 小説
『ゲート 自衛隊 彼の地にて、斯く戦えり』
某国の特殊部隊の装備および、その装備を鹵獲した自衛隊の員数外の装備として登場。
『ふぁみまっ!』

### 漫画
『BEAUTIFUL PLACE』
にて花沢シモンが使用。